# Nanana
nanana（日语：ナナナ）是東京電視台及BS東視的吉祥物，生日是7月7日。nanana也有東京電視台的商標吉祥物版本，形似數字「7」。nanana在2013年9月12日首次公諸於世，也是東京電視台開播50週年的紀念吉祥物，但當時還沒有正式命名。同年12月23日，東京電視台從公開徵集的約11,000個名字中選擇「nanana」為名。

## 外部連結
- ナナナのサイト
- ナナナ【公式】的X（前Twitter）
- ナナナ(テレビ東京 バナナ社員)的Instagram帳戶